# Jambeatz
Jambeatz (* 18. Oktober 1982; bürgerlich Jakob Krüger) ist ein deutscher Musikproduzent und Mitglied der Hamburger Hip-Hop-Gruppe 187 Strassenbande, für die er einen Großteil der Lieder produziert. Seit 2004 ist er als Hip-Hop-Produzent tätig.
Jambeatz ist unter anderem auf den Nummer-eins-Alben High & hungrig 2 von Gzuz und Bonez MC, Palmen aus Plastik von Bonez MC und RAF Camora sowie Sampler 4 der 187 Strassenbande mit Produktionen vertreten.

## Diskografie als Produzent, Künstler (Auswahl)
- AchtVier
- Bonez MC
- Bozza
- Charnell
- Estikay
- Gzuz
- Hanybal
- LX
- Maxwell
- Olexesh
- RAF Camora
- Sa4
- Soni
- Jaill
- Kontra K

## Diskografie (Auswahl)
- 2004
  - Gib uns nur den Beat auf Dreckstape 3 von Mic Wrecka, Legz, SR und Twizzy
  - Tower Mixtape von Various Artists

- 2005
  - Hier warst Du nie von Karim auf Hamburg am Mic von Flashmaster Ray

- 2006
  - Hamburg schiesst von Karim & Caine auf Düsseldorf schiesst von Various Artists
  - Diverse auf Neues Spiel neues Glück von Karim und Caine

- 2007
  - Diverse auf Schwarzer Rabe von Karim
  - Geld machen von Charnell auf Juice CD #73
  - Diverse auf Rabenmukke Vol. 1 von Die Gesellschaft der schwarzen Raben
  - Diverse auf Dashuria von Prince Double H

- 2008
  - Diverse auf Mehr geht nicht von Bonez MC
  - Ich will nach oben von Karim, Bonez MC und Ceza

- 2009
  - Diverse auf Undercover von Sa4
  - Diverse auf 187 Strassenbande Sampler von 187 Strassenbande
  - Diverse auf Adler auf der Brust von King Flavor
  - Diverse auf Kaqakt e Ri von DLS

- 2010
  - Diverse auf Alles ist Killa von Killa Vinz
  - Diverse auf Für meine Leute von Charnell
  - Diverse auf Auf Biegen und Brechen von AchtVier und Veli
  - Legends of the Hood von Keith Murray und Karim auf Rapschock – Das Mixtape von DJ Benzin

- 2011
  - Diverse auf Abstand von AchtVier
  - Diverse auf Der Sampler II von 187 Strassenbande

- 2013
  - Diverse auf Aufstand von AchtVier

- 2014
  - Diverse auf Wohlstand von AchtVier
  - Diverse auf High & hungrig von Gzuz und Bonez MC
  - Leggaschmegga von Bonez MC und Maxwell auf Juice CD #124

- 2015
  - Diverse auf Ebbe & Flut von Gzuz
  - Diverse auf Obststand von LX und Maxwell
  - Diverse auf Der Sampler 3 von 187 Strassenbande
  - Diverse auf Molotov von AchtVier
  - Marioana von 187 Strassenbande
  - Ausser Kontrolle von LX und Maxwell auf Juice CD #128
  - Diverse auf Gute Gute von Veli

- 2016
  - Diverse auf High & hungrig 2 von Gzuz und Bonez MC
  - Diverse auf Nebensache EP von Sa4
  - Aufschluss auf 50/50 von AchtVier und Said
  - Skimaske auf Palmen aus Plastik von Bonez MC und RAF Camora
  - Diverse auf 187 Allstars EP von 187 Strassenbande

- 2017
  - Diverse auf Kohldampf von Maxwell
  - Deaf Jam auf 20 Gs von Various Artists
  - Diverse auf Sampler 4 von 187 Strassenbande
  - Diverse auf Neue deutsche Quelle von Sa4

- 2018
  - Diverse auf Wolke 7 von Gzuz
  - HaifischNikez Allstars von 187 Strassenbande

- 2019
  - Diverse auf Obststand 2 von LX und Maxwell

- 2021
  - Diverse auf Sampler 5 von 187 Strassenbande